# Bəyimli (Ağsu)
Bəyimli è un comune dell'Azerbaigian situato nel distretto di Ağsu.